# Megalochóri (ort i Grekland, Attika, Nomós Piraiós, lat 37,59, long 23,36)
Megalochóri (Megalochori) är en ort i Grekland.   Den ligger i prefekturen Nomós Piraiós och regionen Attika, i den sydöstra delen av landet, 50 km sydväst om huvudstaden Aten. Megalochóri ligger 95 meter över havet och antalet invånare är 115.
Terrängen runt Megalochóri är kuperad. Havet är nära Megalochóri åt sydväst. Närmaste större samhälle är Aegina, 18,3 km norr om Megalochóri. 